# Sergipe
Sergipe (wymowaⓘ [sɛʁˈʒipi]) – jest jednym z 26 stanów Brazylii, położonym w Regionie Północno-Wschodnim, na najdalej wysuniętym na wschód krańcu Ameryki Południowej. Od zachodu i południa graniczy ze stanem Bahia, od północy ze stanem Alagoas, a na wschodzie jest Ocean Atlantycki.

## Miasta
Największe miasta w stanie Sergipe według liczby mieszkańców (stan na 2013 rok):
| L.p. | Miasto                   | Liczba ludności |
| ---- | ------------------------ | --------------- |
| 1.   | Aracaju                  | 614 577         |
| 2.   | Nossa Senhora do Socorro | 172 547         |
| 3.   | Lagarto                  | 100 330         |
| 4.   | Itabaiana                | 91 873          |
| 5.   | São Cristóvão            | 84 620          |
| 6.   | Estância                 | 67 491          |
| 7.   | Tobias Barreto           | 50 557          |